# NGC 1496
NGC 1496 est un amas ouvert situé dans la constellation de Persée. Il a été découvert par l'astronome britannique John Herschel en 1831.
NGC 1496 est situé approximativement à environ 1 230 pc (∼4 010 al) du système solaire et les dernières estimations donnent un âge de 630 millions d'années. Le diamètre apparent de l'amas est de 3,0 minutes d'arc, ce qui, compte tenu de la distance, donne un diamètre réel d'environ 3,5 années-lumière. 
Selon la classification des amas ouverts de Robert Trumpler, cet amas renferme moins de 50 étoiles (lettre p) dont la concentration est moyennement faible (III) et dont les magnitudes se répartissent sur un petit intervalle (le chiffre 1).